# Pittosporeae
Pittosporeae, tribus biljaka iz porodice pitosporovki, dio reda celerolike.
Saastoji se od 4 roda, poglavito grmlja ili manjeg drveća

## Rodovi
1. Bursaria Cav. (8 spp.)
2. Auranticarpa L.W.Cayzer, Crisp & I.Telford (6 spp.)
3. Pittosporum Gaertn. (219 spp.)
4. Hymenosporum R.Br. ex F.Muell. (1 sp.)